# Хабаровский процесс
Хабаровский процесс — суд над группой из 12 бывших военнослужащих японской Квантунской армии, обвинявшихся в создании и применении бактериологического оружия в нарушение Женевского протокола 1925 года в период Второй мировой войны. Процесс проходил в Хабаровске с 25 по 30 декабря 1949 года. По итогам процесса всем обвиняемым (все они признали вину) были назначены различные сроки заключения в исправительно-трудовом лагере. К 1956 году все осужденные (кроме умершего в тюремной больнице Т. Такахаси и покончившего с собой Т. Карасавы) были репатриированы в Японию.
В 1993—1994 годах прокуратура России проверила материалы дела и вынесла отказ в реабилитации всех осуждённых. Верховный суд Российской Федерации подтвердил законность отказа в реабилитации.

## Подготовка процесса
В январе 1946 года США возобновили расследование в Японии в отношении руководителей отряда 731: генералов Китано и Исии. 4 июня 1946 года на Токийском процессе началась фаза обвинения. Начальник следственного отдела Рой Морган обратился к советскому обвинению с просьбой организовать допрос Кадзицука Рюдзи «находившегося в советском плену начальника санитарной службы Квантунской армии по вопросам подготовки японцами бактериологической войны». В начале августа 1946 года генерал-лейтенант Кадзицука Рюдзи на допросе в качестве свидетеля ничего не сообщил о разработке бактериологического оружия.
11 августа 1946 года допрошенный в качестве свидетеля генерал-майор Кавасима (начальник производственного отдела отряда 731 с 1941 год по март 1943 года) стал первым, кто дал показания о деятельности отряда и об опытах над людьми.
29 августа 1946 года помощник американского обвинителя Дэвид Н. Саттон в своем выступлении на Токийском процессе сообщает о практике использования гражданских пленных в медицинской лаборатории. Международный трибунал после этого выступления попросил американское обвинение предоставить более полные доказательства преступной деятельности отряда 731. Американская сторона попросила советскую сторону о содействии. В СССР дал показания ещё один свидетель — Карасава Томио, майор медицинской службы, бывший начальник отделения 4-го отдела отряда 731.
Собранные в СССР материалы были предъявлены главному обвинителю Токийского процесса Джозефу Киннану, который «признал желательным использовать для суда протоколы показаний…Кавасима Киоси и Карасава Томио с доставкой обоих в Трибунал для дачи свидетельских показаний». Однако затем американская сторона отказалась от этой идеи. 7 января 1947 года советский обвинитель А. Н. Васильев направил в правовой отдел штаба Макартура письмо, в котором советская сторона просила выдать ей Исии Сиро «как военного преступника, совершившего преступления против СССР».
В конце апреля — начале мая 1949 года С. Н. Круглов отправил все имевшиеся у МВД следственные материалы в отношении сотрудников «отряда № 731» министру иностранных дел А. Я. Вышинскому и предложил провести открытый судебный процесс. Вышинский в мае 1949 года ознакомился с материалами, присланными ему С. Н. Кругловым и отметил, что их вполне достаточно на проведение открытого судебного процесса. 20 мая 1949 года А. Я. Вышинский в своем письме В. М. Молотову сообщил о том, что не считает целесообразным обсуждать этот вопрос более детально до окончания репатриации японских военнопленных (то есть до осени 1949 года). В. М. Молотов не посчитал эту причину веской и на сообщении министра иностранных дел поставил резолюцию «вернемся к вопросу в июне-июле».
17 августа 1949 года на заседании Политбюро ЦК был утвержден проект обвинительного заключения в отношении японцев, подозреваемых в производстве и применении бактериологического оружия. Утвержденный текст обвинительного заключения они должны были получить 22 декабря.
5 сентября 1949 года А. Я. Вышинский дал свое согласие на проведение судебного процесса, отметив, что «вопрос об организации указанного выше процесса следовало бы решить теперь же».
30 сентября 1949 года главы МВД и МИД СССР представили проект постановления Совета министров о Хабаровском процессе, который после правок Молотова был отправлен Сталину.

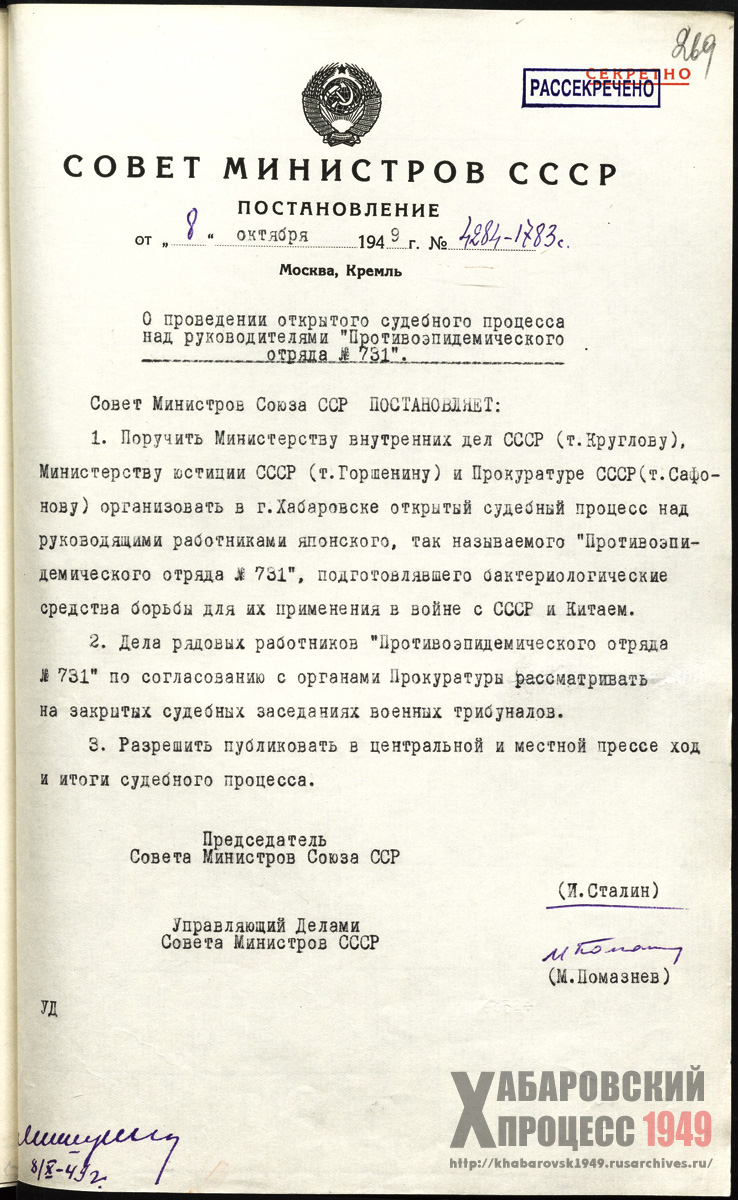
Постановление Совета министров СССР от 8 октября 1949 года о проведении Хабаровского процесса

В постановлении Совета министров СССР от 8 октября 1949 года были определены следующие параметры Хабаровского процесса:
- Дата начала — 17 декабря 1949 года;
- Дата окончания — 25 декабря 1949 года;
- Вид и примерный срок наказания: десятерых подсудимых — на срок от 10 до 25 лет исправительно-трудовых лагерей, двух подсудимых — на срок от 1 до 3 лет.
- Состав судейской коллегии и представителей обвинения: члены военного трибунала и представители Генеральной прокуратуры СССР, имевшие опыт работы на Токийском процессе и открытых судебных процессах в отношении иностранных военнопленных. Обвинение должен был представлять государственный советник юстиции 3-го класса Л. Н. Смирнов. Защиту подсудимых доверили членам Московской коллегии адвокатов, ранее работавших на открытых судебных процессах.

Эти сроки соблюсти не удалось. 9 декабря 1949 года окончательный вариант проекта обвинительного заключения был согласован с В. М. Молотовым, В. С. Абакумовым и заместителем министра внутренних дел А. А. Громыко, а процесс был начат лишь 25 декабря и завершен 30 декабря 1949 года.

## Состав суда
Процесс проходил в Хабаровске с 25 по 30 декабря 1949 года в военном трибунале Приморского военного округа в составе председательствующего генерал-майора юстиции Д. Д. Черткова и членов — полковника юстиции М. Л. Ильницкого и подполковника юстиции И. Г Воробьева.

## Обвинитель и защитники

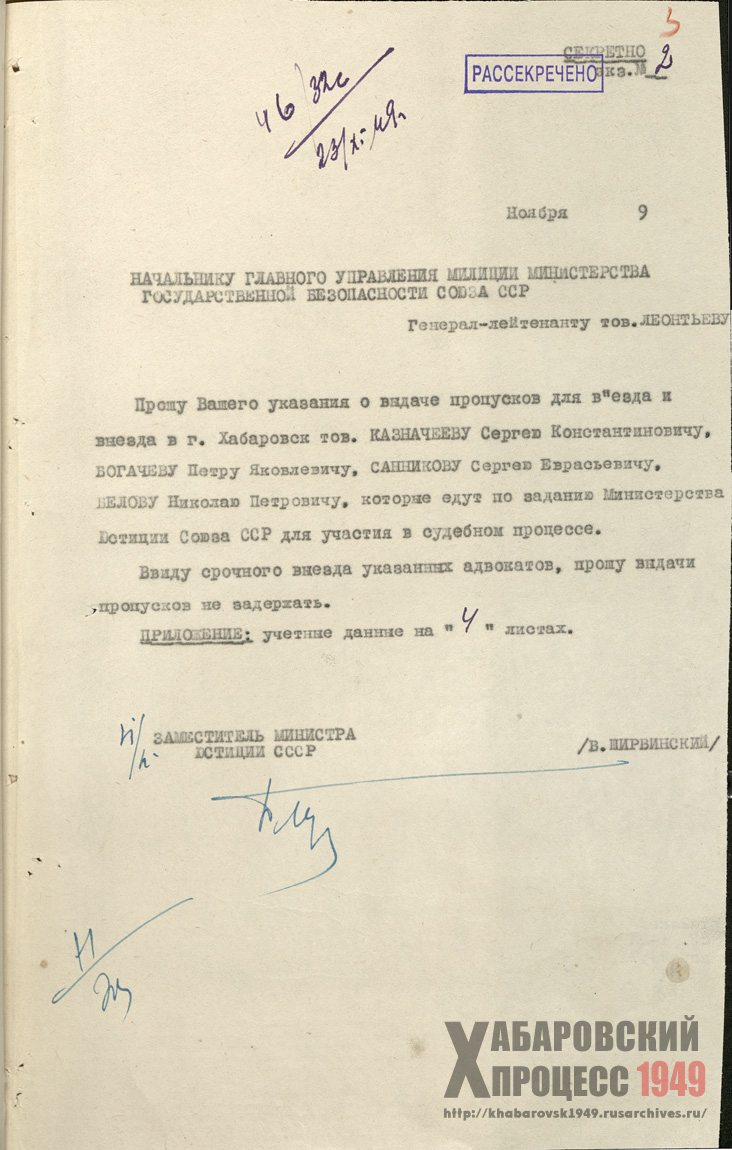
Письмо заместителя министра юстиции СССР о выдаче пропусков адвокатам на Хабаровский процесс

Государственным обвинителем на процессе был Л. Н. Смирнов, а защитниками — адвокаты Н. К. Боровик, Н. П. Белов, С. Е. Санников, А. В. Зверев, П. Я. Богачёв, Г. К. Прокопенко, В. П. Лукьянцев и Д. Е. Болховитинов.

## Предъявленные обвинения
Обвиняемым вменялось в вину создание в Квантунской армии специальных подразделений («отряд 731», «отряд 100»), занятых разработкой бактериологического оружия, в частности, разведением бактерий чумы, холеры, сибирской язвы и других тяжёлых заболеваний, проведение экспериментов над людьми (в том числе советскими военнопленными) по заражению их этими заболеваниями, использование бактериологического оружия против Китая.

## Правовая квалификация деяний подсудимых
Обвинение было предъявлено по пункту 1 Указа Президиума Верховного Совета СССР от 19 апреля 1943 года № 39 «О мерах наказания для немецко-фашистских злодеев, виновных в убийствах и истязаниях советского гражданского населения и пленных красноармейцев, для шпионов, изменников Родины из числа советских граждан и для их пособников», предусматривавшему ответственность в виде смертной казни через повешение.
В тексте Указа японцы не были поименованы и японцам не вменялось совершение (как было предусмотрено Указом) преступлений на территории СССР. Изначально (30 октября 1949 года) будущим обвиняемым Хабаровского процесса было предъявлено обвинение по статье 58-4 Уголовного кодекса РСФСР. В конце ноября 1949 г. министр внутренних дел Круглов, министр юстиции Горшенин и Генеральный прокурор Сафонов предложили В. М. Молотову переквалифицировать статью всем обвиняемым и судить их по Указу Президиума Верховного Совета СССР от 19 апреля 1943 года, обосновав это следующим:

…хотя в этом Указе японские военные и не упомянуты, однако их преступная деятельность аналогична преступлениям немецко-фашистской армии…
Вина всех обвиняемых была доказана в ходе процесса, и всем им, с учётом степени виновности, были назначены наказания в виде различных сроков лишения свободы. К смертной казни не был приговорён никто, поскольку смертная казнь в СССР была отменена указом Президиума ВС СССР от 26.05.1947. Хабаровский процесс стал последним из послевоенных советских открытых судебных процессов над иностранными военными преступникам.

## Осуждённые и приговоры[9]
| Фамилия, имя                     | Персональные данные | В чём виновен (согласно формулировкам приговора) | Приговор                                                    |
| -------------------------------- | --- | --- | ----------------------------------------------------------- |
| Отодзо Ямада (山田 乙三)         | 1881 года рождения, уроженец города Токио, японец, генерал, бывший главнокомандующий японской Квантунской армией | Являясь с 1944 года по день капитуляции Японии главнокомандующим японской Квантунской армией, руководил преступной деятельностью подчинённых ему отрядов № 731 и 100 по подготовке бактериологической войны, поощряя производимые в этих отрядах зверские убийства тысяч людей во время производства всевозможных экспериментов по применению бактериологического оружия… принимал меры к тому, чтобы отряды № 731 и 100 были полностью подготовлены к бактериологической войне и чтобы их производственная мощь обеспечивала потребности армии в бактериологическом оружии | Заключение в исправительно-трудовой лагерь сроком на 25 лет |
| Рюдзи Кадзицука (梶塚 隆二)      | 1888 года рождения, уроженец города Тадзири, японец, генерал-лейтенант медицинской службы, доктор медицинских наук, бывший начальник санитарного управления Квантунской армии                                                                                    | Ещё с 1931 года был сторонником применения бактериологического оружия. Являясь в 1936 году начальником отдела военно-санитарного управления военного министерства Японии, он способствовал созданию и комплектованию специального бактериологического формирования, во главе которого по его представлению был поставлен полковник, а впоследствии генерал Исии. С 1939 года Кадзицука был назначен начальником санитарного управления Квантунской армии и осуществлял непосредственное руководство деятельностью отряда № 731, снабжая его всем необходимым для производства бактериологического оружия… систематически посещал отряд № 731, был полностью в курсе всей его деятельности, знал о злодейских преступлениях, совершавшихся при производстве экспериментов по заражению людей при помощи бактерий, и одобрял эти злодеяния | Заключение в исправительно-трудовой лагерь сроком на 25 лет |
| Киёси Кавасима (川島 清)         | 1893 года рождения, уроженец префектуры Тиба, уезда Самбу, деревни Хасунума (в наст. вр. город Самму), японец, генерал-майор медицинской службы, доктор медицинских наук, бывший начальник производственного отдела отряда № 731 японской Квантунской армии      | Будучи с 1941 по 1943 год начальником производственного отдела отряда № 731, являлся одним из руководящих работников отряда, принимал участие в подготовке бактериологической войны, был в курсе работы всех отделов отряда и лично руководил выращиванием смертоносных бактерий в количествах, достаточных для полного снабжения японской армии бактериологическим оружием. В 1942 году Кавасима принимал участие в организации боевого применения бактериологического оружия на территории Центрального Китая. На протяжении всего времени своей службы в отряде № 731 Кавасима принимал личное участие в массовом умерщвлении заключённых во внутренней тюрьме при отряде во время преступных опытов по заражению их бактериями тяжёлых инфекционных болезней                                                                         | Заключение в исправительно-трудовой лагерь сроком на 25 лет |
| Тосихидэ Ниси (西 俊英)          | 1904 года рождения, уроженец префектуры Кагосима, уезда Сацума, села Хиваки (в наст. вр. город Сацумасэндай), японец, подполковник медицинской службы, врач-бактериолог, бывший начальник учебно-просветительного отдела отряда № 731 японской Квантунской армии | С января 1943 года по день капитуляции Японии занимал должность начальника филиала № 673 отряда № 731 в гор. Суньу и лично активно участвовал в изготовлении бактериологического оружия. Будучи по совместительству начальником 5-го отдела отряда № 731, Ниси подготавливал кадры специалистов по ведению бактериологической войны для специальных подразделений при армейских частях. Он лично участвовал в убийствах заключённых китайских и советских граждан путём заражения их при помощи бактерий остроинфекционными болезнями. В целях сокрытия преступной деятельности филиала и отряда № 731 Ниси в 1945 году при приближении советских войск к гор. Суньу приказал сжечь все помещения филиала, оборудование и документы, что и было выполнено                                                                                | Заключение в исправительно-трудовой лагерь сроком на 18 лет |
| Томио Карасава (柄沢 十三夫)     | 1911 года рождения, уроженец префектуры Нагано, уезда Тиисагата, деревни Тоёсато (в наст. вр. город Уэда), японец, майор медицинской службы, врач-бактериолог, бывший начальник отделения производственного отдела отряда № 731 японской Квантунской армии       | Был одним из активных организаторов работы по созданию бактериологического оружия и участником подготовки бактериологической войны. В 1940 и 1942 годах Карасава участвовал в организации экспедиций по распространению эпидемий среди мирного населения Китая. Карасава неоднократно лично участвовал в опытах по применению бактериологического оружия, в результате которых истреблялись заключённые китайские и советские граждане | Заключение в исправительно-трудовой лагерь сроком на 20 лет |
| Масао Оноуэ (尾上 正男)          | 1910 года рождения, уроженец префектуры Кагосима, уезда Идзуми, села Комэноцу (в наст. вр. город Идзуми), японец, майор медицинской службы, врач-бактериолог, бывший начальник филиала № 643 отряда № 731 японской Квантунской армии                             | Являясь начальником филиала № 643 отряда № 731 в гор. Хайлине, занимался изысканиями новых видов бактериологического оружия и подготовкой материалов для отряда № 731. Под его руководством готовились кадры специалистов по бактериологической войне. Оноуэ знал о массовых умерщвлениях заключённых в отряде № 731 и своей работой способствовал этим тягчайшим преступлениям. 13 августа 1945 года в целях сокрытия следов преступной деятельности филиала Оноуэ лично сжёг все здания филиала, запасы материалов и документы | Заключение в исправительно-трудовой лагерь сроком на 12 лет |
| Сюндзи Сато (佐藤 俊二)          | 1896 года рождения, уроженец префектуры Айти, города Тоёхаси, японец, генерал-майор медицинской службы, врач-бактериолог, бывший начальник санитарной службы 5-й армии японской Квантунской армии                                                                | C 1941 года являлся начальником бактериологического отряда в городе Кантоне, имевшего условное наименование «Нами», а в 1943 году был назначен начальником аналогичного отряда «Эй» в гор. Нанкине. Возглавляя эти отряды, Сато принимал участие в создании бактериологического оружия и подготовке бактериологической войны. Будучи впоследствии начальником санитарной службы 5-й армии, входившей в состав Квантунской армии, Сато руководил филиалом № 643 отряда № 731 и, будучи осведомлён о преступном характере деятельности отряда и филиала, оказывал им содействие в работе по производству бактериологического оружия | Заключение в исправительно-трудовой лагерь сроком на 20 лет |
| Такаацу Такахаси (高橋 隆篤)     | 1888 года рождения, уроженец префектуры Акита, уезда Юри, города Хондзё (в наст. вр. город Юрихондзё), японец, генерал-лейтенант ветеринарной службы, химик-биолог, бывший начальник ветеринарной службы японской Квантунской армии                              | Будучи начальником ветеринарной службы Квантунской армии, являлся одним из организаторов производства бактериологического оружия, осуществлял непосредственное руководство преступной деятельностью отряда № 100 и несёт ответственность за проведение бесчеловечных опытов по заражению заключённых бактериями острых инфекционных болезней | Заключение в исправительно-трудовой лагерь сроком на 25 лет |
| Дзэнсаку Хирадзакура (平桜 全作) | 1916 года рождения, уроженец префектуры Исикава, города Канадзава, японец, поручик ветеринарной службы, ветеринарный врач, бывший научный работник отряда № 100 японской Квантунской армии                                                                       | Являясь сотрудником отряда № 100, лично вёл исследования в области выработки и применения бактериологического оружия. Он неоднократно принимал участие в специальной разведке на границах Советского Союза в целях изыскания наиболее эффективных способов бактериологического нападения на СССР и при этом производил отравление водоёмов, в частности в районе Трёхречья | Заключение в исправительно-трудовой лагерь сроком на 10 лет |
| Кадзуо Митомо (三友 一男)        | 1924 года рождения, уроженец префектуры Сайтама, уезда Титибу, деревни Харая (в наст. вр. город Титибу), японец, старший унтер-офицер, бывший сотрудник отряда № 100 японской Квантунской армии                                                                  | Сотрудник отряда № 100, принимал непосредственное участие в изготовлении бактериологического оружия и лично испытывал действие бактерий на живых людях, умерщвляя их этим мучительным способом. Митомо являлся участником бактериологических диверсий против СССР в районе Трёхречья | Заключение в исправительно-трудовой лагерь сроком на 15 лет |
| Норимицу Кикути (菊地 則光)      | 1922 года рождения, уроженец префектуры Эхимэ, японец, ефрейтор, бывший санитар-практикант филиала № 643 отряда № 731 японской Квантунской армии | Работая в лаборатории филиала № 643 отряда № 731, принимал непосредственное участие в работах по изысканиям новых видов бактериологического оружия и культивированию бактерий брюшного тифа и дизентерии. В 1945 году Кикути прошёл специальную переподготовку на курсах, готовивших кадры для ведения бактериологической войны | Заключение в исправительно-трудовой лагерь сроком на 2 года |
| Юдзи Курусима (久留島 祐司)      | 1923 года рождения, уроженец префектуры Кагава, уезда Сёдзу, деревни Ноо, японец, бывший санитар-лаборант филиала № 162 отряда № 731 японской Квантунской армии                                                                                                  | Работая лаборантом филиала отряда № 731 и имея специальную подготовку, принимал участие в культивировании бактерий холеры, сыпного тифа и других инфекционных болезней и в испытаниях бактериологических снарядов | Заключение в исправительно-трудовой лагерь сроком на 3 года |

## Обжалование приговора
7 из 12 осужденных (Ямада, Кадзицука, Кавасима, Карасава, Сато, Ниси, Митомо и Кикути) подали кассационные жалобы на приговор в Военную коллегию Верховного суда СССР, прося о смягчении наказания. 13 февраля 1950 года жалобы были отклонены.

## Дальнейшая судьба осуждённых
В марте 1950 года все 12 осужденных прибыли в лагерь № 48 для высшего командного состава германской и японской армий, расположенный в селе Чернцы, Ивановская область. Там они отбывали срок.
Двое осужденных на Хабаровском процессе умерли в СССР. Осужденный Т. Такахаси умер в лагере для военнопленных № 48 от кровоизлияния в мозг. Томио Карасава покончил жизнь самоубийством в 1956 году в лагерной бане.
Двое осужденных были освобождены за отбытием срока заключения и вернулись в Японию до смерти Иосифа Сталина. Политбюро ЦК ВКП(б) 7 октября 1951 года приняло решение об освобождении ефрейтора Кикути Норимицу в связи с истечением срока заключения. Осужденный Юдзи Курусима был освобожден по истечении срока заключения в 1952 году и также вернулся в Японию.
Отодзо Ямада был досрочно освобожден от уголовного наказания и вернулся в Японию в мае 1956 года.
В середине декабря 1956 года оставшиеся 7 осужденных (Рюдзи Кадзицука, Киеси Кавасима, Тосихидэ Ниси, Масао Оноуэ, Сюндзи Сато, Дзэнсаку Хирадзакура и Кадзуо Митомо) были доставлены пассажирским поездом из Иваново в Москву. Их обеспечили продуктами и одеждой (в частности, генералам выдали полный комплект гражданского платья), вернули все изъятые и описанные при аресте личные вещи. По просьбе
репатриантов для них организовали экскурсию по Москве. Их включили в состав последней группы японских военнопленных, которая была отправлена из СССР в Японию 23 декабря 1956 года. В Находке их передали японским властям.
Исследователи М.В. и Н. С. Супотницкие сообщали о судьбе осужденных на Хабаровском процессе:
Вернувшись в Японию, ни один из японских генералов, причастных к разработке БО, не написал мемуаров о «сталинских застенках», хотя им за это предлагались большие деньги.
Отодзо Ямада, возвращаясь из СССР, вёл дневник. В них он отмечал
сердечность и доброжелательность сопровождавших его сотрудников
лагеря и в хокку описывал просторы и достопримечательности СССР. Ямада из Японии писал в СССР не только военнопленным, но и сотрудникам НКВД и медперсоналу лагеря, которым выражал благодарность «за сердечную заботу и помощь», «за любезный, равносильный родственному уход» во время болезни и «за проявленное внимание вплоть до мелочей».

## Неудачная попытка реабилитации осужденных на Хабаровском процессе
В 1993—1994 годах Главная военная прокуратура Российской Федерации в связи с обращением Японской ассоциации бывших военнопленных рассмотрела материалы уголовного дела № Н‑20058 (по Хабаровскому процессу) и вынесла постановление об отказе в реабилитации. Определением Верховного суда Российской Федерации от 15 декабря 1994 года приговор
по Хабаровскому процессу был оставлен в силе.

## Публикация материалов процесса
Материалы Хабаровского процесса изданы специальной брошюрой. 28 января 1950 года Государственное издательство политической литературы получило указание от Политбюро ЦК ВКП(б) о подготовке к изданию материалов Хабаровского судебного процесса в виде отдельной брошюры, а Государственному издательству иностранной литературы было поручено издать брошюру с аналогичным содержанием на китайском, корейском, английском, французском и немецком языках, обеспечив высокое качество перевода. Уже 31 марта 1950 года А. Я. Вышинскому прислали «Сборник материалов судебного процесса по делу бывших военнослужащих японской армии».
Вышинский прислал Молотову замечания по поводу издания:
- В издании сообщалось, что одни протоколы допроса обвиняемых в ходе Хабаровского процесса, были прочитаны обвиняемым «на понятном японском языке», в других местах в издании упоминалось, что протоколы написаны «на японском языке», а иногда и вовсе отсутствовали упоминания о том, что протоколы были прочитаны обвиняемым. Вышинский предложил исключить детали прочтения протоколов допросов подследственным и стилистически унифицировать все фразы об этом;
- Не во всех протоколах было указано, что переводчик был осведомлен об ответственности за заведомо ложный перевод протоколов.

В июне 1950 года Государственным издательством иностранной литературы издание было выпущено на английском языке под названием: «Материалы судебного процесса по делу бывших военнослужащих японской армии, обвиняемых в подготовке и применении бактериологического оружия».
18 октября 1950 года В. Г. Григорьян, председатель внешнеполитической комиссии ЦК ВКП(б), сообщил, что «Международной книгой» за рубеж отправлено экземпляров данной книги:
- 8,9 тыс. экз. на немецком языке;
- 3 тыс. экз. — на французском языке;
- 12 тыс. экз. — на английском языке;
- 72 тыс. экз. — на корейском языке;
- 74 тыс. экз. — на японском языке.

В 2020—2022 годах документы (протоколы допроса и т. п.) и фотографии с Хабаровского процесса были размещены на специальном сайте, созданном Федеральным архивным агентством.

## Международное значение Хабаровского процесса

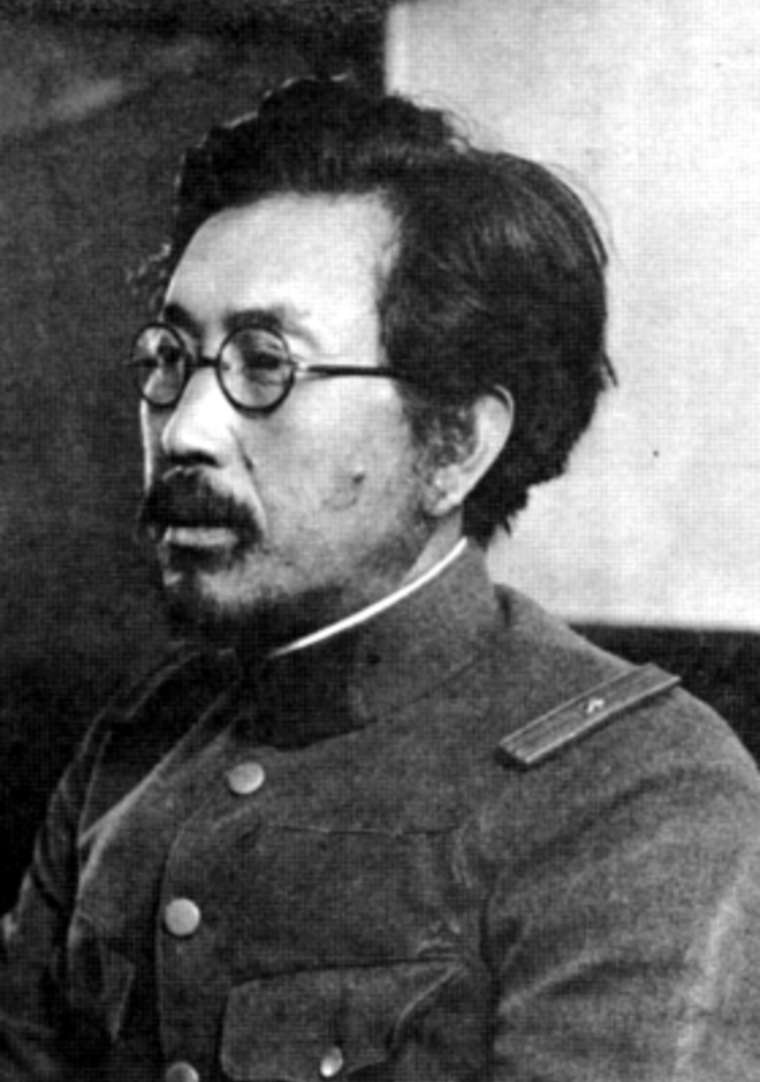
Сиро Исии

Один из судей Токийского процесса — Берт Ролинг — писал, что ему «впервые стало известно о японских зверствах в результате суда в Хабаровске». При этом американская администрация в Японии знала и скрывала информацию о фактах разработки японцами бактериологического оружия — по просьбе главного обвинителя Токийского процесса Джозефа Кинана СССР готовил к отправке в Токио свидетелей, выявленных среди военнопленных.
Факт использования японцами бактериологического оружия подтверждался также свидетельством, опубликованным независимо от Хабаровского процесса. Врач-коммунист Генрих Кент, работавший врачом во время японо-китайской войны, опубликовал в газете компартии Австрии «Фольксштимме» 24 июля 1949 года свой рассказ о том, что он наблюдал применение японцами бактериологических средств в Китае. После Хабаровского процесса свидетельство Кента было опубликовано в газете «Дер Абенд» (4 января 1950 года) и в «Правде» (5 января 1950 года).
В связи с публикацией свидетельства Кента С. А. Голунский и Е. Г. Забродин предложили поручить заместителю Верховного комиссара СССР в Австрии А. С. Желтову «выяснить возможность получения от венского врача Кента подробного заявления об известных ему фактах применения японцами бактериологических средств в войне с Китаем».
По итогам Хабаровского процесса советская сторона рассматривала вопрос об организации нового международного суда над японцами. К служебной записке поданной 3 января 1950 года на имя А. Я. Вышинского прилагался «список военных преступников, находящихся вне СССР и упоминавшихся в материалах военного трибунала в Хабаровске» из 48 фамилий.
Изучив представленные Прокуратурой СССР следственные документы Хабаровского процесса сотрудники Министерства иностранных дел СССР Е. Г. Забродин и заместитель начальника договорно-правового управления П. Д. Морозов 16 января 1950 года докладывали А. Я. Вышинскому, что в материалах Хабаровского процесса не выявили убедительных аргументов вины Хирохито и предложили в служебной записке:

…для изобличения Хирохито собрать доказательства, уличающие его в том, что, подписывая указы о создании отряда 731, он знал о характере действий деятельности отряда или получал сообщения по подготовке к бактериологической войне
Забродин и Морозов предложили вновь допросить «лиц, проходивших по
Хабаровскому процессу.. специально по вопросу о роли Хирохито в подготовке и применении бактериологической войны».
По итогам Хабаровского процесса Советское правительство в ноте просило Великобританию, США и Китай арестовать и организовать международный процесс (со ссылкой на Женевский протокол от 25 июня 1925 года) над Сиро Исии и иными лицами, скрывшимися в Японии. 3 февраля 1950 года в «Правде» была опубликована советская нота, в которой сообщалось о Хабаровском процессе и указывалось на необходимость наказать «других главных организаторов и вдохновителей этих чудовищных преступлений», которые были названы поименно:
- Хирохито, по специальному секретному указу которого, «на территории Маньчжурии был создан центр японской армии по подготовке бактериологической войны и применению бактериологического оружия»;
- Исии Сиро, генерал-лейтенант медицинской службы, чья «активная организующая роль… в преступной подготовке и практическом применении бактериологического оружия» была полностью доказана на Хабаровском процессе;
- Китано Масадзи, генерал-лейтенант медицинской службы, руководивший отрядом № 731 с августа 1942 года по март 1945 года;
- Вакамацу Юдзиро, генерал-майор ветеринарной службы, начальник отряда № 100 в 1941—1945 годах, занимавшегося производством бактериологического оружия, заражениями водоемов, пастбищ и скота опасными болезнетворными бактериями и экспериментами над живыми людьми;
- Касахара Юкио, генерал-лейтенант, начальник штаба Квантунской армии в 1942—1945 годах, осуществлявший «руководство подготовкой бактериологической войны против СССР».

Таким образом, список потенциальных обвиняемых сократился за месяц с 48 до 5 фамилий.
На советскую ноту согласием ответила Китайская народная республика.
11 мая 1950 года Государственный департамент США получил советскую дипломатическую ноту о предании суду Сиро Исии, Китано Масадзи, Вакамацу Юдзиро и Касахара Юкио. Также СССР предлагал в связи с обстоятельствами, установленными в ходе Хабаровского процесса, предать суду императора Хирохито как военного преступника. 3 февраля 1950 года МИД СССР получил ответную ноту от Государственного департамента США, в которой указывалось на то, что решение Дальневосточной комиссии от 3 апреля 1946 года рекомендовало исключить японского императора из списка обвиняемых на Международном военном трибунале для Дальнего Востока, а также на то, что Советский Союз не внес на рассмотрение в этот список кандидатуру Хирохито. Поэтому предложение советской стороны, как указывалось в ноте Госдепартамента США, «явным образом ставит под сомнение истинные цели советской ноты».
В итоге пять японцев, приведенных в советской ноте, так и не были преданы суду. К тому же в 1950 году началась Корейская война. В условиях этого конфликта 21 февраля 1952 года Мао Цзэдун в письме И. В. Сталину обвинил американцев в использовании японских разработок бактериологического оружия:

Из числа видных японских военных преступников бактериологической войны, которые были упомянуты в ноте советского правительства от 1 февраля 1950 г., три человека, а именно Исии Сиро, Вакама[ц]у Юдзиро и Китано Масадз[и], в настоящее время находятся в Корее. Они взяли с собой все оборудование, необходимое для ведения бактериологической войны, в том числе бациллоносителей холеры и чумы и газы, действующие разрушающе на кровь человека, а также различное оборудование для распространения бациллоносителей. Японские военные преступники бактериологической войны с ведома американцев используют китайских и корейских военнопленных для испытания бактериологического оружия… Ещё в марте 1951 г. начальник отдела санитарного благосостояния при Главном штабе войск ООН бригадный генерал Семс на бактериодесантном судне № 1091 прибыл в порт Гензан, а затем он посетил остров Киосейто, где под его наблюдением и руководством производились испытания бактериологического оружия на китайских и корейских военнопленных… На этот раз действия противника, направленные на распространение бациллоносителей, схожи с действиями и методами, которые применялись военными преступниками бактериологической войны Исии Сиро и другими японскими военными преступниками бактериологической войны в период японо-китайской войны

## В культуре
В 1970 году в СССР о Хабаровском процессе был снят документальный фильм «Вне закона» («Центрнаучфильм», режиссёр Д. Ю. Федоровский).